# وشکوویتس-کولونگا
وشکوویتس-کولونگا (به لاتین: Łyszkowice-Kolonia) یک روستا در لهستان است که در گمینا وشکوویتسه واقع شده‌است. وشکوویتس-کولونگا ۱۹۰ نفر جمعیت دارد.